# Alberto Arias (beisbolista)
Alberto A. Arias (nacido el 14 de octubre de 1983 en Santo Domingo) es un relevista dominicano de Grandes Ligas que jugaba para los Astros de Houston.
En 2006, Arias jugó en las Ligas Menores de Béisbol con los Tulsa Drillers. Hizo su debut en Grandes Ligas con los Rockies de Colorado en 2007 e hizo seis apariciones como relevista, terminando con récord de 1-0 con una efectividad de 4.91. El 31 de julio de 2008, los Astros de Houston lo reclamaron en waivers y lo asignaron a Triple-A con Round Rock Express.
En 2009, Arias dio un gran paso adelante en su carrera, estableciendo su mejor marca en partidos jugados (42), entradas lanzadas (45.2), WHIP (1.489) y efectividad (3.35).
Arias se perdió las temporadas 2010 y 2011 debido a una lesión. El 24 de octubre de 2011, volvió a firmar un contrato de ligas menores con los Astros.